# Lago Asnacocha
O lago Asnacocha (possivelmente a partir de Quechua asna, asnaq de odor fétido, fedendo, qucha lago) é um lago no Peru , localizado na Região de Cusco, Província de Acomayo, distrito de Mosoc Llacta. Está situado a sudeste do lago Pomacanchi.